# Jim Abrahams
Jim Abrahams, właśc. James Steven Abrahams (ur. 10 maja 1944 w Shorewood, zm. 26 listopada 2024 w Santa Monica) – amerykański reżyser filmowy, producent filmowy, scenarzysta i pisarz.
Był nominowany do nagrody BAFTA za najlepszy scenariusz oryginalny komedii Czy leci z nami pilot? (1980). W 1982 zdobył nominację do nagrody Emmy za wybitny scenariusz serialu komediowego ABC Police Squad! (Brygada specjalna) z Leslie Nielsenem.
W połowie lat 70. wspólnie ze swoimi przyjaciółmi z dzieciństwa, braćmi Jerrym i Davidem Zuckerami, współtworzył komedie filmowe, będące pastiszami znanych filmów hollywoodzkich, tworząc z nimi zespół reżyserski Zucker-Abrahams-Zucker. Ich pierwszym wspólnym dziełem był scenariusz komedii Johna Landisa The Kentucky Fried Movie (Kino z Kentucky Fried Theater, 1977). Mimo niezbyt wysokiego budżetu produkcja zarobiła w kinach 20 mln dolarów, a Abrahams i Zuckerowie mieli otwarte drzwi do wielkiej kariery. W latach 80. ZAZ wyspecjalizowali się w parodiach najpopularniejszych filmowych gatunków.

## Filmografia
- The Kentucky Fried Movie (1977) – scenariusz
- Czy leci z nami pilot? (1980) – reżyseria, scenariusz, producent wykonawczy
- Police Squad! (1982) – scenariusz, producent wykonawczy
- Ściśle tajne (1984) – reżyseria, scenariusz, producent wykonawczy
- Bezlitośni ludzie (1986) – reżyseria
- Bliźnięta nie do pary (1988) – reżyseria
- Naga broń: Z akt Wydziału Specjalnego (1988) – scenariusz, producent wykonawczy
- Witaj w domu, Roxy Carmichael (1990) – scenariusz
- Beksa (1990) – producent wykonawczy
- Hot Shots! (1991) – reżyseria, scenariusz
- Naga broń 2½: Kto obroni prezydenta? (1991) – producent wykonawczy
- Hot Shots! 2 (1993) – reżyseria, scenariusz
- Naga broń 33⅓: Ostateczna zniewaga (1994) – producent wykonawczy
- Po pierwsze nie szkodzić (TV, 1997) – reżyseria, producent
- Mafia! (1998) – reżyseria, scenariusz
- Straszny film 4 (2006) – scenariusz